# Club Askartza
El Club Deportivo Askartza Claret es un club deportivo con sede en el colegio Askartza Claret ikastetxea, en Lejona (Vizcaya) España. Fue fundado el 17 de marzo de 1987.
En el club se practican varios deportes: atletismo, baloncesto, balonmano, fútbol, natación y waterpolo.

## Baloncesto

### Fundación
La sección de Baloncesto del Club Deportivo Askartza Claret nace el 16 de septiembre de 1969 como iniciativa de varios alumnos del colegio Corazón de María, en la plaza del mismo nombre de Bilbao.  Con el nombre de Claretianos, disputó sus primeros partidos en Bilbao La Vieja. En septiembre de 1975, el club Corazonistas se trasladó a las nuevas instalaciones del colegio Askartza Claret. El centro, sito en el municipio vizcaíno de Leioa, a 15 km de Bilbao, cuenta actualmente con un polideportivo multiusos, piscina, campo de fútbol y varias canchas cubiertas de baloncesto, entre otros infraestructuras deportivas. El grupo de alumnos “corazonistas” cambió su nombre por el de Askartza Claret, denominación que se mantiene hoy en día, aunque con una pequeña variante: Askartza Claret Saskibaloi Taldea.

### Askartza Claret Saskibaloi Taldea
Asumiendo el ideario del colegio Askartza Claret, Askartza Claret Saskibaloi Taldea es un club colegial en el que prima la formación humana y deportiva en las categorías escolares. Valores como la solidaridad, el compañerismo, la deportividad, el respeto (a rivales, árbitros…) o la hospitalidad son la bandera que siempre ha mostrado este club. Los jugadores y jugadoras de Askartza Claret Saskibaloi Taldea llevan esta impronta, inculcada por un amplio grupo de entrenadores y entrenadoras a sus chavales y chavalas desde los 8 años.

### Casi medio siglo de baloncesto
A lo largo estos 45 años, numerosos alumnos del colegio han llegado a jugar en las principales categorías, como la ACB. Pero también han pasado por Askartza Claret grandes entrenadores, como Txus Vidorreta. Exentrenador del Bilbao Basket durante muchas temporadas y del Lucentum Alicante (ACB), hoy al frente de Estudiantes, Txus todavía recuerda con mucho cariño su etapa en Askartza Claret. El pasado verano, durante una charla con varios niños del Campus de la Federación Vizcaína de Baloncesto, Vidorreta puso como ejemplo su etapa en Askartza Claret como un buen aprendizaje en su formación como entrenador.

### La “década dorada”: 1995-2005
Askartza Claret reunió durante varios años una serie de jugadores, quienes participaron en la Liga Vasca. En cadetes y juveniles, destacaron grandes jugadores como Xabier Sistiaga (Patronato, Liga EBA), Jon Gascón (Santurtzi, Liga EBA) o Richard McLaughlin' (Patronato y Santurtzi, Liga EBA). Más reciente es el fichaje de Xabier Gómez  por el Santurtzi (LEB Plata), quien en 2010/2011 fue una pieza clave del conjunto cántabro del Ventanas Arsan. Estefanía Pérez ha sido la jugadora de Askartza Saskibaloi Taldea que ha conseguido llegar más lejos, hasta la Liga Femenina 2 con Irlandesas.

### Cantera muy prolífica
Y la última perla de la cantera claretiana se llama Xabier López Arostegui. Xabier fue fichado por el Joventut de Badalona tras formarse cuatro años en Askartza Claret. Titular indiscutible en el cadete de la Penya, ha sido campeón de Europa con la selección española y MVP de este torneo.

## Natación y Waterpolo

### Historia
Por lo que respecta a la sección de natación (Club Askartza Natación) fue formada por Javier Sáez en abril de 1979. Es decir antes de la formación del propio club. A partir de la temporada 80-81 el Club de natación se inscribe en las federaciones y comienza su andadura deportiva tanto en natación como en waterpolo.
La sección de waterpolo milita en la primera división nacional de waterpolo, categoría a la que ascendió la temporada 94-95. Descendió la temporada siguiente, pero volvió a conseguir el ascenso en la temporada 1996-97.
Se basa esencialmente en el trabajo de cantera. Los más jóvenes empiezan a familiarizarse con este deporte en la escuela de waterpolo del club para, más adelante, empezar a competir a nivel provincial en las diferentes categorías; alevines, infantiles, cadetes, juveniles y absolutos.
Esta es la segunda temporada de Joan Albella. Será el primer entrenador y estará ayudado por Isusko Arias, que cumple su sexta temporada.
La natación volverá a ser responsabilidad de Leire Zorriketa que cumplirá su cuarto año.
Desde el año 1990 se celebra en Askartza el torneo de waterpolo Gabon Kopa.

## Palmarés

### Waterpolo
- 3 Ligas de Euskal Herria de waterpolo femenino (2010, 2016, 2018)
- 4 Ligas de Euskal Herria de waterpolo masculino (2005, 2015-17)
- 2 Copas de Euskal Herria de waterpolo femenino (2017, 2018)